# Eu Me Rendo
Eu Me Rendo é o décimo segundo álbum de estúdio e décimo nono no total do conjunto musical brasileiro Calypso. Foi lançado em 15 de Junho de 2013 pela Radar Records. Nesse disco banda aposta em um novo ritmo que é a bachata, originado da República Dominicana, que faz muito sucesso e é executado em diversos países.
O primeiro single foi a música "Eu Me Rendo" que ganhou bastante divulgação. Apesar do álbum ser composto em sua maioria de faixas românticas, traz também músicas agitadas como "A Festa Começou" e "Malhando Com Calypso" e também possui regravações de outros artistas renomados como Fafá de Belém ("Abandonada"), Fagner ("Pressentimento"), Léo Magalhães ("Onde Anda Meu Amor") e regravações de outros álbuns da própria banda como "Objeto de Desejo", "Maridos e Esposas", "Fala Pra Mim", "Minha Estrela", "Desfaz as Malas, Esqueça Meu Coração, Como Uma Virgem e Disse Adeus".

## Faixas
Todas as faixas produzidas por Chimbinha
| N.º            | Título                                               | Compositor(es)                                                     | Duração |  |
| 1.             | "Eu Me Rendo"                                        | Marquinhos Maraial Arley Christian                                 | 3:46    |  |
| 2.             | "Amor Bandido"                                       | Michael Sullivan Paulo Massadas                                    | 3:48    |  |
| 3.             | "Abandonada"                                         | Michael Sullivan Paulo Sérgio Valle                                | 4:26    |  |
| 4.             | "Pressentimento"                                     | Beto Fae Fausto Nilo                                               | 3:14    |  |
| 5.             | "Minha Estrela/Fala Pra Mim/Onde Anda Meu Amor"      | Isac Maraial Luizinho Lino Louro Santos Luciano Bonfim Jhon Paixão | 8:11    |  |
| 6.             | "Telefone Fora de Área"                              | Marquinhos Maraial Edu Luppa                                       | 3:18    |  |
| 7.             | "Paris"                                              | Marquinhos Maraial Beto Caju                                       | 2:37    |  |
| 8.             | "Me Esquece e Some"                                  | Marquinhos Maraial Beto Caju Isac Maraial                          | 3:11    |  |
| 9.             | "Objeto de Desejo/Maridos e Esposas/Como Uma Virgem" | Edu Luppa Beto Caju Chrystian Lima Ivo Lima                        | 6:40    |  |
| 10.            | "Esqueça Meu Coração/Desfaz as Malas"                | Edu Luppa Brizola                                                  | 3:24    |  |
| 11.            | "Meu Deus é Fiel"                                    | Marquinhos Maraial Joelma Mendes                                   | 4:05    |  |
| 12.            | "Malhando Com Calypso"                               | Marquinhos Maraial Isac Maraial                                    | 3:03    |  |
| 13.            | "A Festa Começou"                                    | Marquinhos Maraial Beto Caju                                       | 3:21    |  |
| Duração total: | Duração total:                                       | Duração total:                                                     | 58:14   |  |